# SSV Lokomotive Bernau
Der SSV Lokomotive Bernau ist ein Basketballverein aus Bernau bei Berlin. Die Herrenmannschaft spielt in der dritthöchsten Basketballliga Deutschlands (2. Bundesliga ProB). Deren Heimspiele werden seit September 2024 in der Mehrzweckhalle am Ladeburger Dreieck (Sparkassen-Arena Bernau) ausgetragen, zuvor war die Erich-Wünsch-Halle an der Heinersdorfer Straße die Heimstätte der Mannschaft. Nach Mitgliedern ist der SSV Lokomotive Bernau der zweitmitgliederstärkste Basketballverein in Ostdeutschland (ohne Berlin).

## Geschichte

### Anfänge
Die Anfänge des Bernauer Basketballs gehen auf das Ende der 1950er Jahre zurück. Erich Wünsch, der bei der BSG Empor Bernau die Sektion Leichtathletik leitete, machte sich mit dem Basketball vertraut, den er als sinnvolle Sportart für das Wintertraining der Leichtathleten ansah. In der Turnhalle an der Jahnstraße wurden Basketballbretter angebracht, der Übungsbetrieb begann im Winter 1957/58.

### Entwicklung in der DDR
Nach der Auflösung der BSG Empor wurde der Übungsbetrieb bei der TSG Einheit Bernau weitergeführt, man nahm in Berlin am Spielbetrieb teil. In den 1960er Jahren schlossen sich die Basketballer der Betriebssportgemeinschaft Lokomotive Bernau an. Diese trug lange den Namen BSG Lok / KIM Bernau, wodurch die Unterstützung durch die Reichsbahndirektion Berlin – Bahnhof Bernau und das Kombinat Industrielle Mast (KIM; später VEB Frischeierproduktion Bernau) Ausdruck fand. Als dritter Betrieb unterstützte der VEB Großbäckerei Bernau die BSG. 1973 wurde die erste Internationale Bernauer Basketballwoche, ein Turnier mit Mannschaften aus dem In- und Ausland veranstaltet. 1974 wurde zur Eröffnung der Sporthalle an der Ladeburger Chaussee in Bernau ein Länderspiel DDR gegen Kuba ausgetragen. Zeitweilig spielte die Bernauer Herrenmannschaft in der höchsten Spielklasse der DDR, der Oberliga. 1983, 1984, 1985 und 1986 wurde Bernau jeweils DDR-Schülermeister im Basketball. Zu den prägenden Persönlichkeiten des Bernauer Basketballs in der DDR gehörte ab 1958 Siegfried Wollanik († 2022), der als Trainer Bernaus Herrenmannschaft in der DDR-Liga sowie in der Oberliga betreute und ebenfalls in der Jugendarbeit sowie als Schiedsrichter, Spieler und im Vereinsvorstand tätig war.

### Nach der Wende
Nach dem Ende der Deutschen Demokratischen Republik entstand aus der BSG der SSV Lokomotive Bernau e. V. Der Verein wurde Mitglied des Brandenburgischen Basketball-Verbands, der 1990 in Bernau gegründet wurde. Nach dem Übertritt des Basketballverbands der DDR in den Deutschen Basketball Bund wurde die Bernauer Herrenmannschaft, die zuvor in der zweitklassigen DDR-Liga Nord vertreten war, zum Spieljahr 1991/92 in die 2. Regionalliga Nord-Ost eingegliedert. 1994 fand die letzte Austragung der Internationalen Bernauer Basketballwoche statt. Die Herrenmannschaft stieg zwischenzeitlich in die Oberliga ab und kehrte dann in die 2. Regionalliga zurück.

### Aufschwung der Herren und erster Zweitligaaufstieg
Die Herrenmannschaft trug von 2001 bis 2003 den Beinamen „Bernau RimRockers“, dann bis 2007 „Barnim RimRockers“. Nach dem Aufstieg in die 1. Regionalliga im Jahr 2000 gliederten sich die RimRockers als Leistungssportabteilung vom Stammverein ab. Nachdem man sich im ersten Jahr nach dem Aufstieg im Mittelfeld der Liga etablieren konnte (5. Platz), schaffte man in der darauf folgenden Spielzeit (2003) den Aufstieg in die zweithöchste Liga Deutschlands (2. Basketball-Bundesliga). Die Zweitligaspielzeit 2003/04 schloss die Bernauer Mannschaft mit fünf Siegen und 25 Niederlagen auf dem letzten Platz der 2. Bundesliga Nord ab und stieg deshalb wieder in die 1. Regionalliga ab. Bester Korbschütze der Bernauer im Zweitligajahr war der Kroate Milan Ostojić (12,5 Punkte/Spiel) vor dem US-Amerikaner Robert Stevenson (11,1 Punkte/Spiel) und Steve Krajewski (11 Punkte/Spiel). Auch ein im Januar 2004 vorgenommener Trainerwechsel (Sven Wehrmeyer ersetzte Spielertrainer Frank Müller) verhinderte den Abstieg nicht.
In der Saison 2004/05 wurde die Rückkehr in die 2. Bundesliga als Zweiter der 1. Regionalliga Nord knapp verpasst. Auch in den folgenden Jahren war die Mannschaft im Vorderfeld der 1. Regionalliga dabei. Vor allem Rainer Jeschonek, der 1996 nach Bernau gekommen war, prägte diese Zeit als Manager, ehe er 2007 von seinem Amt zurücktrat. Im Sommer 2007 holte Trainer Torsten Schierenbeck den US-Amerikaner Jason Boone nach Bernau, der sich sportlich und menschlich als großer Gewinn entpuppte und noch während des Spieljahres 2007/08 vom Bundesligisten BG Göttingen abgeworben wurde.

### Wiederaufstieg in die 2. Bundesliga ProB (2010–2012)
In der Saison 2009/2010 schaffte der Verein unter Schierenbeck als Tabellenzweiter den Aufstieg in die nunmehr drittklassige 2. Basketball-Bundesliga Pro B Nord. 2012 folgte der Abstieg in die 1. Regionalliga. Nach dem 2014 verstorbenen Wünsch, dem „Vater des Basketballsports in Bernau“, wurde im Juni 2015 die Sporthalle in der Heinersdorfer Straße benannt.

### Dritter Aufstieg in die 2. Bundesliga ProB (ab 2016)
Die Saison 2015/16 absolvierte die Herrenmannschaft in der 1. Regionalliga Nord ohne Niederlage und wurde unter der Leitung von Trainer René Schilling Meister, damit stieg man wieder in die ProB auf. Entscheidender Mann auf dem Spielfeld war dabei der US-Amerikaner Pierre Bland, der von eurobasket.com zum besten Spieler der Regionalliga Nord in der Saison 2015/16 gekürt wurde und dem Verein auch nach dem Aufstieg treu blieb. Im Juni 2016 ging der Verein eine Kooperation mit dem Bundesligisten Alba Berlin ein, damit Talente der Berliner in Bernaus ProB-Mannschaft mittels einer Doppellizenz Einsatzzeit erhalten.
Die Hauptrunde der ProB-Saison 2016/17 wurde als Liganeuling auf dem ersten Tabellenrang der Nordstaffel beendet, ehe die Brandenburger im Viertelfinale der Meisterrunde das Aus gegen den VfL Bochum (0:2-Siege) ereilte. Im Spieljahr 2017/18 schieden die Eisenbahner in der ersten Playoff-Runde (0:2-Siege gegen Iserlohn) aus. Die mit bei Alba Berlin ausgebildeten Nachwuchskräften gespickte junge Bernauer Mannschaft stieß in der Saison 2018/19 in die Vorschlussrunde der ProB vor und unterlag dort Leverkusen. Im Anschluss an die Saison 2021/22 trat René Schilling nach zehnjähriger Amtszeit als Bernauer Trainer aus beruflichen und familiären Gründen zurück. Er führte die Mannschaft in insgesamt 244 Spielen zu 158 Siegen. Nachfolger wurde der Italiener Davide Bottinelli, der zuvor Assistenztrainer der Mannschaft war. Unter Bottinelli wurde Bernau in der Saison 2022/23 Hauptrundenmeister der 2. Bundesliga ProB Nord.
Im April 2024 wurde die Mehrzweckhalle am Ladeburger Dreieck (Sparkassen-Arena Bernau) mit Platz für 2.000 Zuschauern fertiggestellt und seit September 2024 als Austragungsort der Heimspiele der Herrenmannschaft genutzt.
Nach dem Abschluss der Saison 2023/24 ging Bottinellis Amtszeit als Bernauer Trainer zu Ende. Der vorherige Co-Trainer Dan Oppland wurde sein Nachfolger. In der Saison 2024/25 erreichte die Mannschaft das ProB-Halbfinale.

## Konzept
Langfristiges Ziel des SSV Lok Bernau ist es, Jugendspieler auch aus ganz Brandenburg an das Niveau der Regional- und Bundesliga heranzuführen und gezielt zu fördern. Über die Nachwuchs-, Damen- und Herrenmannschaft sammeln die Jugendlichen erste Erfahrung auf höchster Ebene im eigenen Bundesland. Zudem setzt sich ein Teil der ProB-Mannschaft mit Doppellizenzspielern aus der seit 2016 mit Alba Berlin bestehenden Kooperation zusammen, die in der Vorstadt die Chance haben, sich für höhere Aufgaben zu empfehlen. Im Rahmen dieser Zusammenarbeit sammelten spätere Berufsbasketballspieler wie Franz Wagner, Bennet Hundt, Jonas Mattisseck und Lorenz Brenneke Erfahrung in Einsätzen für die Bernauer Mannschaft.
Der SSV Lok Bernau gehört zu den erfolgreichsten Basketballsportvereinen im Land Brandenburg. In der Spielzeit 2022/23 gewann die Lok-Damen die Brandenburger Meisterschaft. In dieser Spielzeit sind 24 Mannschaften im Spielbetrieb gemeldet. Des Weiteren gibt es eine Ballschule und eine Eltern-Kind-Gruppe.

## Erfolge
- 2000/01 Aufstieg in die 1. Regionalliga
- 2002/03 Aufstieg in die 2. Basketballbundesliga
- 2003/04 Einzug in die 3. Runde des DBB-Pokals
- 2004/05 Landespokalgewinner
- 2005/06 2. Hauptrunde BBL-Pokal gegen Eisbären Bremerhaven (Bundesliga)
- 2006/07 Landespokalgewinner
- 2008/09 Landespokalgewinner
- 2009/10 Aufstieg in die 2. Basketball-Bundesliga Pro B Nord
- 2015/16 Ungeschlagener Meister in der 1. Regionalliga Nord und Aufstieg in die 2. Basketball-Bundesliga ProB Nord
- 2016/17 Hauptrundenmeister in der 2. Basketball-Bundesliga ProB Nord
- 2022/23 Hauptrundenmeister in der 2. Basketball-Bundesliga ProB Nord

## Spieler

### Aktueller Kader (2024/25)
- Nevio Bennefeld
- Uzziah Dawkins
- Leo Döring
- Amon Dörries
- Dorian Grosber
- Matheo Hermann
- Leo Hylla
- Akim-Jamal Jonah
- Abdulah Kamerić
- Meo Martin
- Anton Nufer
- Richard Schmitt
- Nicola Schultze
- Finn Siedel

#### Trainer (2024/25)
- Trainer: Dan Oppland
- Co-Trainer: Alain Philippart de Foy

### Bekannte ehemalige Spieler
- Teoman Öztürk, 2004–2005 (ehemaliger Nationalspieler Deutschlands und Spieler von Alba Berlin)
- Jason Gregory Boone, 2007–2008 (später u. a. bei den Bundesligisten Göttingen, Ludwigsburg, Würzburg)
- Robert Kulawick, 2007, 2016–2019, ab 10/2021 (u. a. bei den Bundesligisten Braunschweig, Göttingen, Berlin, Bremerhaven)
- Konstantin Mau, 2006–2011 (später Königs Wusterhausen, vorher: SSV Lok Bernau, BG Zehlendorf, 1. Liga Bulgarien)
- Sebastian Trzcionka,[38] 2000–2012 (fünf Jahre Mannschaftskapitän, Aufstiege 2003 und 2010, später Nachwuchstrainer Alba Berlin und Co-Trainer SSV Lok Bernau)
- Pierre Bland, 2014–2017 (Spieler des Jahres 1. Regionalliga Nord 15/16, führte Bernau 2016 zum Aufstieg in die ProB und 2017 zum Gewinn der Hauptrundenmeisterschaft in der ProB Nord)
- Felix Schekauski, 2007–2012 und 2014–2016 (ProB-Aufstiege 2010 und 2016)
- Bennet Hundt, 2016–2019 (Nationalspieler Deutschlands und später bei den Bundesligisten Göttingen, Bamberg, Oldenburg, Heidelberg)
- Malte Delow, 2017–2019 (Spieler des Bundesligisten Alba Berlin)
- Jonas Mattisseck, 2017–2019 (später beim Bundesligisten Alba Berlin)
- Franz Wagner, 2018–2019 (Nationalspieler Deutschlands, Weltmeister 2023, Spieler Alba Berlins und der Orlando Magic)
- Quinten Post, 2018–2019 (gelang 2024 der Sprung in die NBA)[39]
- Lorenz Brenneke, 2018–2021 (Spieler der Bundesligisten Alba Berlin und Frankfurt Skyliners)
- Elias Rapieque, 2022–2024 (Spieler des Bundesligisten Alba Berlin)
- Abdulah Kamerić, 2019–2021, 2022–2023, seit 2024 (Spieler des Bundesligisten Bamberg, davor Alba Berlin)

### Vereinspersönlichkeiten
- Michael Engel, Co-Trainer, 2009–2010 (Bundestrainer der deutschen Rollstuhlbasketballmannschaft, die bei den Paralympischen Spielen in Paris 2024 Bronze gewann)

## Trainer (seit 1995)
| Amtszeit        | Trainer              |
| --------------- | -------------------- |
| 1995–1999       | Torsten Schierenbeck |
| 1999–2002       | Stefan Tresselt      |
| 12/2002–01/2004 | Frank Müller         |
| 01/2004–09/2005 | Sven Wehrmeyer       |
| 09/2005–12/2005 | Thomas Dröll         |
| 12/2005–200612/ | Andreas Hinz         |
| 12/2006–01/2011 | Torsten Schierenbeck |
| 01/2011         | Andreas Röblitz      |
| 01/2011–201212/ | Axel Rüber           |
| 2012–2022       | René Schilling       |
| 2022–2024       | Davide Bottinelli    |
| seit 2024       | Dan Oppland          |